# Battaglia di Totensonntag
La battaglia di Totensonntag, in tedesco "battaglia della domenica dei morti", conosciuta anche come battaglia di Sidi Razegh dal nome della località in cui è avvenuta, è stato uno scontro armato,  avvenuto il 23 novembre 1941 nel contesto dell'Operazione Crusader.
L'operazione Totensonntag è da considerare la più grande carica di mezzi corazzati avvenuta sul teatro di guerra dell'Africa Settentrionale.

## Descrizione
Lo scontro è stato un episodio della battaglia della Marmarica. Tra il 20 e il 22 novembre 1941 il generale inglese Auchinleck, che guidava la VIII armata britannica, lanciò una controffensiva contro l'esercito tedesco: a Sidi Rezegh l'avanzata inglese fu respinta dall'Afrika Korps di Erwin Rommel con l'attiva collaborazione della divisione corazzata italiana Ariete, comandata dal generale Mario Balotta (reduce di vittoria nella Prima battaglia di Bir el Gobi, il 19 novembre 1941).
Nello scontro, una forza corazzata di 242 carri armati dell'Africa Korps di cui 80 M13/40 dell'Ariete avanzò obliquamente, in sei gruppi da sud-ovest a nord-est, annientando la 5ª brigata sudafricana, due reggimenti di artiglieria e danneggiando gravemente la 22ª brigata corazzata schierata a sud di Sidi Razegh, villaggio della Libia, nella Cirenaica orientale, 30 km a sud est di Tobruch.